# Christophe Dufour

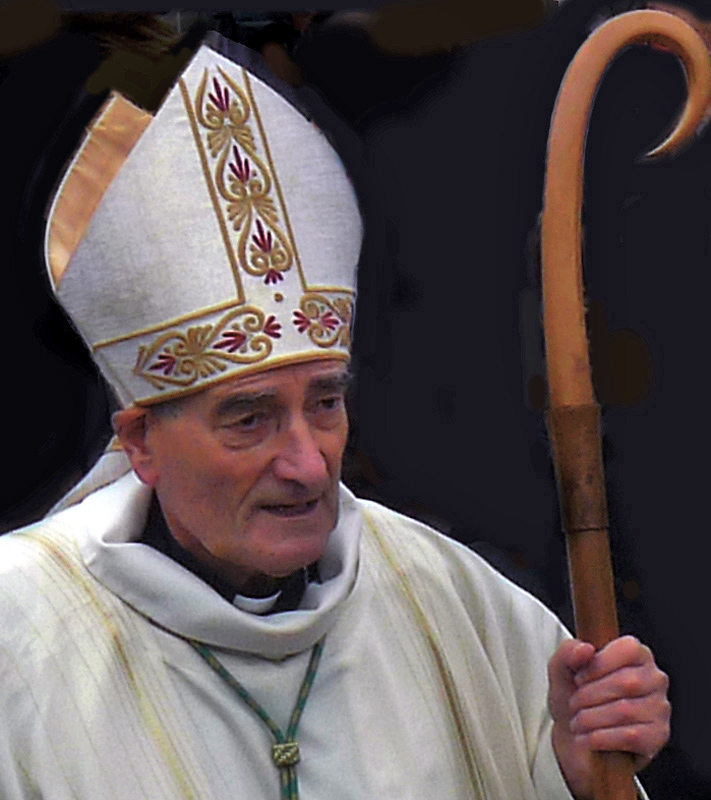
Erzbischof Christophe Dufour (2016)

Wappen als Erzbischof von Aix

Christophe Dufour (* 3. Dezember 1947 in Armentières, Département Nord, Frankreich) ist ein französischer Geistlicher und emeritierter römisch-katholischer Erzbischof von Aix.

## Leben
Christophe Dufour studierte von 1966 bis 1970 Theologie an der Katholischen Universität Lille und von 1972 bis 1974 am Katholischen Institut in Paris. Er empfing am 17. Dezember 1972 die Priesterweihe. Er wirkte zunächst als Kaplan an verschiedenen Schulen in Dunkerque und von 1981 bis 1983 an der Universität von Lille. Von 1985 bis 1993 war Dufour stellvertretender Generalkaplan der französischen Pfadfinder. Ab 1994 wirkte er als Bischofsvikar in Lille.
Papst Johannes Paul II. ernannte ihn am 24. Oktober 2000 zum Bischof von Limoges. Die Bischofsweihe spendete ihm der Bischof von Lille, Erzbischof Gérard Defois, am 7. Januar des folgenden Jahres; Mitkonsekratoren waren Jean Vilnet, emeritierter Bischof von Lille, und Léon Soulier, emeritierter Bischof von Limoges. Als Wahlspruch wählte er Que tous soient un. Nach dem Erscheinen des Films The Da Vinci Code – Sakrileg im Mai 2006 setzte sich Bischof Dufour in einem offenen Brief mit der Handlung auseinander. Er kritisierte hierbei, dass der Autor der Romanvorlage Dan Brown die Handlung rund um die Prieuré de Sion als historische Tatsachen beschreibt.
Papst Benedikt XVI. ernannte ihn am 20. Mai 2008 zum Koadjutorerzbischof von Aix. Mit dem Rücktritt Claude Feidts folgte er diesem am 29. März 2010 im Amt des Erzbischofs von Aix nach. Papst Franziskus nahm am 4. Juli 2022, einige Mionate vor dem Erreichen der Altersgrenze für Bischöfe, seinen Rücktritt an.